# Louis Althusser
Louis Pierre Althusser (Birmendreïs, 16 oktober 1918 – Parijs, 23 oktober 1990) was een Frans filosoof. Hij wordt meestal gezien als een structuralist en wordt beschouwd als een van de invloedrijkste marxisten van de 20e eeuw.
Zijn werken Lire le Capital en Pour Marx (beide gepubliceerd in 1965) bevatten een invloedrijke herinterpretatie van de werken van Karl Marx. Hij interpreteerde het oeuvre van Marx op een antihumanistische wijze waarin de rol van het subject geminimaliseerd wordt en de nadruk kwam op de rol van structuren. Dit resulteerde in het humanismedebat met Althusser en zijn volgelingen aan de ene en de PCF met auteurs als Roger Garaudy, maar ook Jean-Paul Sartre, aan de andere kant.
Het werk van Althusser betreft onder andere de werking van ideologie en haar relatie tot wetenschap. Voor de analyse hiervan baseert hij zich op zowel het marxisme (Karl Marx, Antonio Gramsci, Vladimir Lenin), de wetenschapsfilosofie (Gaston Bachelard, Michel Foucault), de psychoanalyse van Jacques Lacan als de politieke filosofie van Baruch de Spinoza. Tot zijn leerlingen behoorden onder anderen Étienne Balibar, Jacques Rancière, Pierre Macherey, Dominique Lecourt, Jacques Derrida, Chantal Mouffe en Michel Foucault.

## Levensloop
Althusser werd geboren in Algerije als zoon van Franse ouders, zogenaamde pied-noirs. Hij werd vernoemd naar zijn vaderlijke oom die omkwam in de Eerste Wereldoorlog. Na de dood van zijn vader vertrok hij met zijn moeder en zusje naar Marseille, waar hij de rest van zijn jeugd doorbracht. In 1937 werd hij lid van de katholieke jeugdbeweging Jeunesse Etudiante Chrétienne. Hij werd toegelaten tot de École Normale Supérieure, maar kon daar geen studie voltooien omdat hij opgeroepen werd voor dienstplicht in de Tweede Wereldoorlog. Na de val van Frankrijk werd Althusser geïnterneerd in een Duits gevangenenkamp, waar hij de rest van de oorlog doorbracht. Het is hier dat hij aangetrokken werd tot het communisme.
Na de oorlog begon Althusser alsnog aan zijn studie, maar hij leed aan een slechte gezondheid — zowel fysiek als psychisch. Hij onderging in 1947 elektroshockbehandeling, maar zijn psychische gesteldheid bleef zijn hele leven lang problematisch. Hij studeerde in 1946 af (agrégation) op een scriptie over de filosofie van Hegel met Gaston Bachelard als promotor. Filosofie was voor Althusser een interesse waarvan hij zijn beroep wilde maken. Politiek daarentegen was een passie, waarbij hij een communistisch militant wilde worden. In deze periode richtte hij zich vooral op de politieke filosofie van de 18e en 19e eeuw bij auteurs rond Marx: Montesquieu, Rousseau en Feuerbach.
Datzelfde jaar ontmoette Althusser de van origine Litouws-Joodse communiste Hélène Rytman, die tot haar dood zijn levensgezel zou blijven. Waar hij eerst een linkse-katholiek was, werd hij in 1948 lid van de Franse Communistische Partij (PCF), op hetzelfde moment dat andere filosofen zoals Maurice Merleau-Ponty juist hun geloof in deze partij begonnen te verliezen.
De periode die volgde was een roerige voor links Frankrijk. De jaren 1950 werden gekenmerkt door de destalinisatie van de communistische partij (door Nikita Chroesjtsjov) en een wending richting een meer humanistische vorm van marxisme. Dit maakte mogelijk dat vele marxisten, waaronder Roger Garaudy en de existentialist Jean-Paul Sartre, zich gingen concentreren op de vroege Marx, en dat een dialoog mogelijk werd tussen marxisten en gematigde socialisten, existentialisten en christenen. Althusser steunde dit echter niet; hij had meer sympathie, zij het met reserve, voor het Chinees communisme. Hij begon vanaf de jaren 1960 dan ook een reeks artikelen te publiceren in belangrijke Frans-marxistische tijdschriften die voor veel controverse zorgde. Deze artikelen zijn in 1965 gebundeld en gepubliceerd als Pour Marx. Daarnaast, onder meer ook door de vele kritieken die Althusser op deze artikelen kreeg, organiseerde hij samen met een reeks leerlingen van hem een seminarie waarin hij een antihumanistische herlezing van het werk van Marx uitwerkte. Dit resulteerde in Lire le Capital dat ook in 1965 gepubliceerd werd. Naast Althusser zelf schreven ook Étienne Balibar, Pierre Macherey, Jacques Rancière en Roger Establet delen van dit werk. 
Ook de studentenopstand van mei 1968 kon niet op zijn steun rekenen; hier volgde Althusser de lijn van zijn partij, en veroordeelde de deelnemende studenten wegens hun 'infantiele' ideeën. Voor Althusser was Marx een wetenschappelijk denker en moest een marxistische maatschappijkritiek dan ook ontwikkeld worden op basis van rigoureus onderzoek en niet op basis van spontane opvattingen van de massa. Althusser kreeg hier echter veel kritiek op, wat er onder meer toe leidde dat hij bepaalde standpunten herzag die hij eerder verdedigd had. De aanzet ertoe was echter al voor 1968 terug te vinden, onder meer in de lezingen die hij gaf voor een seminarie voor wetenschappers in 1967, gepubliceerd als Philosophie et philosophie spontanée des savants in 1974. De bekendste vorm waarin deze herzieningen zijn verwoord is in het kleine werkje Réponse à John Lewis uit 1973 waarin hij een polemisch weerwoord biedt op de kritiek van de Britse marxist John Lewis. Onderhuids speelde echter ook een sterke polemiek mee op de Franse marxisten, met name Sartre.
Op 16 november 1980 wurgde Althusser zijn vrouw Hélène in nog altijd onduidelijke omstandigheden. Althusser verklaarde dat hij geen herinnering aan de gebeurtenis had; hij zou hebben gehandeld in een vlaag van verstandsverbijstering. Er waren geen getuigen. Althusser werd verminderd toerekeningsvatbaar bevonden en niet berecht; in plaats daarvan werd hij opgenomen in een psychiatrische inrichting, waaruit hij in 1983 ontslagen werd. Daarop trok hij zich terug in zijn woning in Parijs. Hij produceerde in de laatste jaren van zijn leven geen werk meer behalve zijn autobiografie, L'Avenir dure longtemps, waarin hij ook deze en eerdere traumatische gebeurtenissen beschreef. 

### Overlijden en postume publicaties
Althusser overleed op 22 oktober 1990, op 72-jarige leeftijd aan de gevolgen van een hartaanval. Veel van zijn laatste werken zijn pas postuum gepubliceerd. Binnen deze laatste geschriften is ook een nieuwe intellectuele fase van Althusser terug te vinden, waarin hij meer afstand neemt van zijn vroegere claims dat het marxisme een wetenschap is. In plaats daarvan pleitte Althusser voor een 'aleatorisch marxisme'.

## Filosofie

### Marxisme

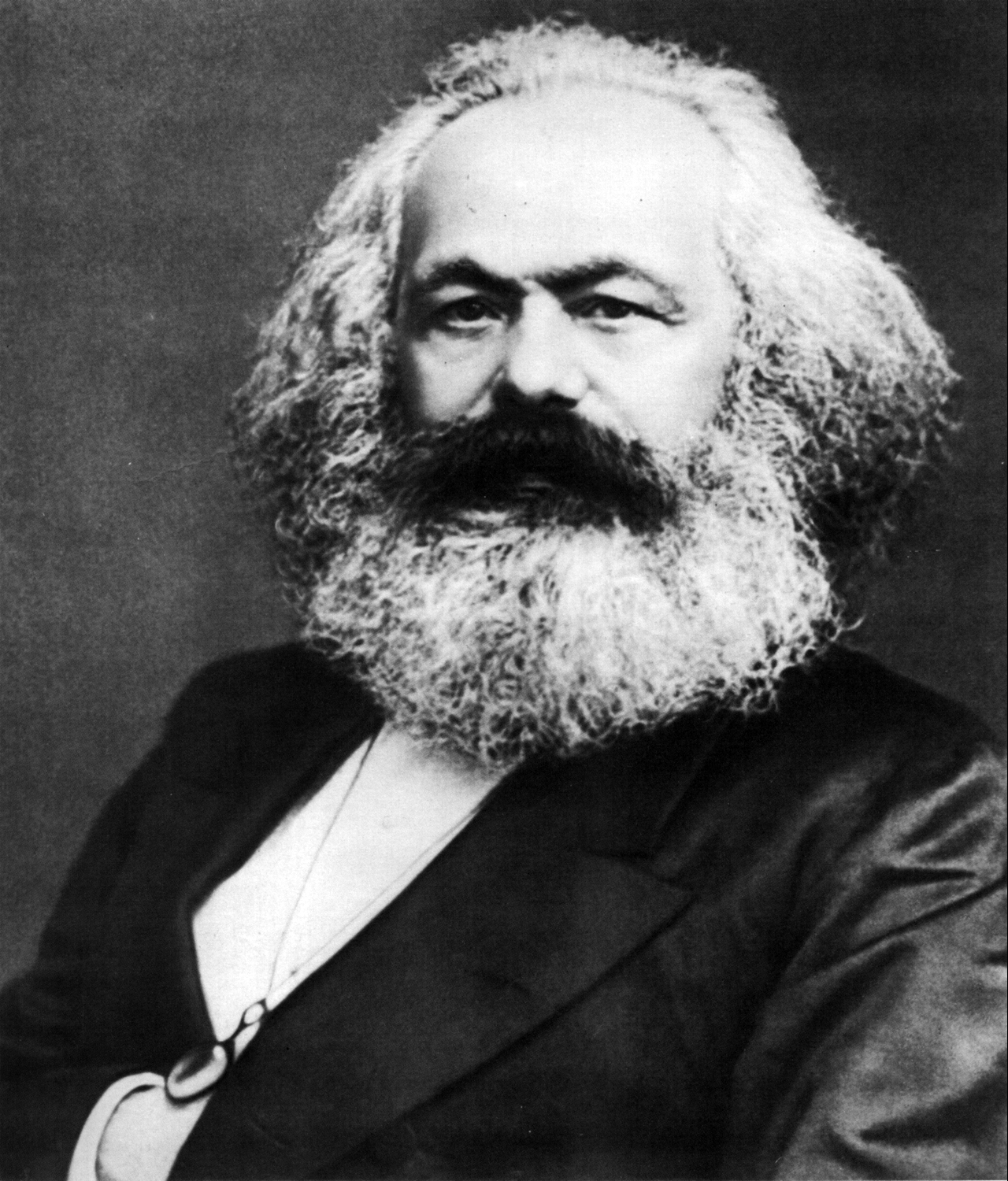
Althusser bouwt sterk voort op het werk van de Duitse filosoof Karl Marx.

Althusser was een uitgesproken marxist en beriep zich dan ook in sterke mate op het gedachtegoed van Karl Marx en andere marxisten als Antonio Gramsci en Vladimir Lenin. Volgens Althusser was de grootste verwezenlijking van Marx het stichten van de wetenschap van de geschiedenis, als de geschiedenis van de klassenstrijd. Dat niet iedereen dit zo ziet, verklaarde hij via de marxistische idee dat er "een heersende ideologie is, wier functie eruit bestaat de mechanismen van klassenuitbuiting te verdoezelen."
Concreter betoogde Althusser dat Marx, en vooral zijn werk Het Kapitaal, als een van de drie grote wetenschappelijke ontdekkingen in de geschiedenis kan worden gezien. In dit werk vindt immers de ontdekking plaats van "het systeem van concepten (en dus ook de ontdekking van de wetenschappelijke theorie) die de weg opent naar wetenschappelijke kennis betreffende het 'continent van de geschiedenis'." Eerder was al het "continent van de wiskunde" door de Grieken en het "continent van de natuurkunde" door Galileo Galilei ontdekt. De filosofie volgt deze evolutie van de wetenschappen altijd op de voet. Zo wees Althusser erop dat de filosofie bij de Oude Grieken, waaronder Plato, ontstond als reactie op het ontstaan van de wiskunde, en bij René Descartes als reactie op het ontstaan van de exacte wetenschappen. Sinds Marx werd filosofie volgens Althusser dan ook revolutionair. Dat mensen vandaag de dag het marxisme nog niet erkennen en bij hun antropologie of sociale psychologie blijven, is voor Althusser hetzelfde als hoe de aristotelische natuurkunde nog lang na Galilei aanhang had.
Een cruciale stelling van Althusser is dat er binnen het werk van Marx een epistemologische breuk (coupure épistémologique) terug te vinden is, namelijk tussen de jonge humanistische en de latere wetenschappelijke Marx. Deze breuk situeerde hij ergens rond 1845. Deze breuk impliceert dat Marx breekt met al de voorgaande idealistische filosofieën en ideologieën, zoals het humanisme en het Duits idealisme. In die zin is de late Marx geen voortzetting of omdraaien van Hegel, maar een radicaal loskomen ervan. Marx ruilde de oude ideologische problematiek, die focuste op zaken zoals vervreemding van de menselijke natuur, om voor een nieuwe wetenschappelijke problematiek gericht op economische vraagstukken. Het begrip van de epistemologische breuk ontleende Althusser als Gaston Bachelard, die in zijn werk het concept van epistemologische breuk (rupture épistémologique) gebruikte om het tot volwassenheid komen van de natuurwetenschappen te typeren. Echte wetenschap wordt, volgens Bachelard, bereikt door te breken met de alledaagse opvattingen en kennis over het onderzoeksobject.

### Ideologie en klassenstrijd
Voor Marx hield een ideologie een "droombeeld" in, een valse constructie (bricolage). Althusser hanteerde in zijn werk vooral een algemeen begrip van "ideologie", dat hij onderscheidde van concrete ideologieën. Ideologieën worden gekenmerkt doordat ze bepaald worden door een concrete externe geschiedenis, terwijl Althusser stelde dat "ideologie geen geschiedenis heeft." Althusser wilde over ideologie twee thesissen verdedigen:
- "Ideologie representeert de imaginaire relatie tussen individuen en hun werkelijke bestaansvoorwaarden."[9]

Althusser week hiermee af van de klassieke opvattingen over ideologie. Hij stelde dat de klassieke mechanistische opvatting (de elite deed het om de macht te behouden) tot en met de hermeneutische interpretatie van Feuerbach en de vroege Marx (mensen representeren hun levenscondities imaginair; ze zijn vervreemd van hun werk), niet adequaat kunnen antwoorden op de vraag waarom men überhaupt zulke imaginaire toestanden nodig heeft. Althussers eigen variant stelt dat ze hun levenscondities niet imaginair aan zichzelf representeren, maar dat ze hun relatie representeren tegenover die levenscondities imaginair door de ideologie.
- "Ideologie heeft een materieel bestaan."[9]

Deze stelling achtte Althusser noodzakelijk voor elke analyse van het concept ideologie. Hij stelde dat een ideologie bestaat in een apparaat en haar praktijken. Het is materieel in de zin dat als iemand bijvoorbeeld in God gelooft, dit wil zeggen dat hij ook naar de kerk gaat. Hij verwijst in dat verband ook naar Blaise Pascal die het advies gaf: "kniel en bid, en gij zult geloven." Verder schreef Althusser:
"Ik zal daarom stellen dat, in het geval van één subject […], dat het bestaan van zijn ideeën materieel is in de zin dat zijn ideeën materiële handelingen zijn, geplaatst in materiële praktijken, beheerst door materiële rituelen die zelf op hun beurt bepaald worden door het materiële ideologische apparaat waarvan de ideeën van het subject komen.
De grote inspiratiebron hiervoor lijkt ook Baruch Spinoza te zijn, die een sterk materialistisch wereldbeeld hanteerde. De beïnvloeding en sturing van ideeën speelt zich niet enkel af op vlak van het denken, los van al het andere, maar altijd op vlak van het denken verbonden met het lichaam, de passies en de wereld.
In zijn essay Idéologie et appareils idéologiques d'état (1970) (ideologie en ideologische staatsapparaten) ging hij verder in op Marx' thesis van de geschiedenis als klassenstrijd. Daar stelde Althusser dat binnen een economisch systeem de ultieme voorwaarde van productie de reproductie van de voorwaarden voor die productie is. Dit wil zeggen dat om te kunnen blijven produceren, moet men ook zorgen dat de voorwaarden voor die productie gereproduceerd worden. De reproductie bestond volgens Althusser uit twee delen:
- de productiekrachten: dit houdt simpelweg de werkkrachten in. Wil een economie of samenleving blijven draaien, dan moet zij ook zorgen dat er altijd werkkrachten zullen zijn
- de bestaande productierelaties: dit is een complexer punt, dat de bestaande maatschappijverhoudingen tussen de verschillende groepen (of klassen inhoudt). Wil het kapitalisme blijven bestaan, dan moet zij volgens Althusser zorgen dat er altijd een uitgebuit proletariaat is, een heersende klasse van kapitalisten die geaccepteerd wordt

Reproductie van de werkkrachten
De reproductie van de werkkrachten vindt buiten het bedrijf plaats. Doch bedrijven voorzien hier indirect in door het uitkeren van lonen aan de werkkrachten, "om toe te laten dat de loonarbeiders de volgende dag terug voor de poort kunnen verschijnen." Er zijn, dat heeft de kapitalist ook door de jaren heen gemerkt, meer voorwaarden verbonden met de reproductie van de werknemers. Zo moet men ook zorgen dat de werknemers over de juiste talenten en bekwaamheden beschikken, en hier voorziet men in door een uitgebreid onderwijssysteem uit te werken. Hier leren ze enerzijds knowhow, praktische technieken die ze kunnen gebruiken tijdens hun latere werk, en anderzijds ook een gedragscode en discipline. De reproductie vereist dus ook een reproductie van de onderwerping aan de gevestigde orde. Althusser schreef:
"De reproductie van werkkrachten onthult dus niet enkel de reproductie van de 'talenten', maar ook de reproductie van de onderwerping aan de heersende ideologie of aan de 'praktijk' van die ideologie als haar sine qua non, met de voorwaarde dat het niet genoeg is om dit op te vatten als een "niet enkel, maar ook", want het is duidelijk dat de voorwaarden van deze reproductie van de talenten van de werkkrachten pas mogelijk zijn in en onder deze vormen van ideologische onderwerping.
Hier is de invloed van Althusser op Michel Foucault ook voelbaar: Foucault stelde later dat de staat macht over zijn burgers krijgt door het disciplineren van alle gebieden van de samenleving en het in te richten naar het model van de gevangenis: strikte orde, een panopticum creëren, vaste schema's en permanente evaluatie. Foucault zou in zijn thesis wel de marxistische context grotendeels achterwege laten.
De tweede vraag is hoe het systeem erin slaagt de productierelaties te reproduceren. Marx stelde hierbij dat de bovenbouw (kunst, cultuur, …) werden bepaald door de onderbouw (de economische structuren). Hier zijn echter nog wat vragen bij, stelde Althusser. Zo lijkt het toch te zijn dat er een relatieve autonomie is van de bovenbouw: niet alle culturele evenementen lijken het gevolg van de economische relaties. Daarbij lijkt het ook mogelijk dat de bovenbouw zelf, de onderbouw beïnvloedt. Een bepaalde culturele stroming of politiek idee kan ingrijpende veranderingen hebben op de werkvloer. Om Althussers eigen antwoord op deze vraag te vinden, is het nodig enkele onderscheidingen te maken.
Ideologische Staatsapparaten
Althusser begon met een analyse van het begrip "Staat". Klassieke marxisten, als Marx zelf, maar ook Lenin, zien de Staat als een onderdrukker, als een machine van onderdrukking die door de heersende klasse wordt gebruikt. Een staatsapparaat dus, met politie, leger, rechtbanken, … Althusser stelde echter dat deze klassieke auteurs hierbij verscheidene begrippen door elkaar halen. Zo moet men allereerst al de Staat onderscheiden van de "Staatsmacht", dit is de controle over de Staat. Bij de klassenstrijd draait het bijvoorbeeld niet om de Staat op zich, maar wie de Staatsmacht in handen heeft. Althusser verwees bijvoorbeeld hoe bij de Franse Revolutie de staat wel van eigenaar wisselde, maar daarbij zelf amper veranderde. Hij stelde zelfs dat ook bij Lenin het staatsapparaat behouden bleef. Uiteraard wilde Althusser hierbij niet stellen dat Marx of Lenin fout zaten in hun doelstellingen. Hij betoogde echter dat ze deze onderscheidingen waarschijnlijk wel in de praktijk maakten, maar niet voldoende in hun theorieën beschreven. Het doel van de marxisten was immers altijd al de Staatsmacht te grijpen, het bourgeois staatsapparaat vernietigen, het vervangen door hun eigen apparaat, met als uiteindelijk doel het einde van de Staat (en daarbij dan ook van het staatsapparaat (de politie, leger, ..) en de Staatsmacht). Een uitzondering volgens Althusser is wel Antonio Gramsci, waar er toch een redelijke theoretische beschrijving van terug te vinden is. Een tweede onderscheid dat Althusser bij de Staat maakte, is het verschil tussen enerzijds het repressieve staatsapparaat en anderzijds de ideologische staatsapparaten. Het verschil tussen beide bestaat uit de volgende elementen:
- er is maar één (gecentraliseerd) repressief staatsapparaat, maar er zijn meerdere ideologische staatsapparaten
- het repressieve staatsapparaat bevindt zich voornamelijk op publiekelijk domein, terwijl ideologische staatsapparaten ook tot diep in het privédomein kunnen dringen
- het repressieve staatsapparaat handelt vooral via geweld, terwijl de ideologische staatsapparaten eerder handelen via ideologie

Althusser voegde echter nog nuanceringen bij deze kenmerken toe. Zo is er wel een zekere eenheid bij de ideologische staatsapparaten, maar een ideologische eenheid: zij bewerkstelligen een ideologie die het doet overkomen alsof zij allen een zijn, en verdoezelt de contradicties. Het tweede onderscheid zou kunnen worden aangevallen door te stellen dat een apparaat dat zich op privégebied bevindt, zich toch moeilijk nog een staatsapparaat kan noemen. Een tegenargument dat Althusser aanhaalde is al te vinden bij Gramsci: het onderscheid tussen publiek en privé is een bourgeiosie-onderscheid. De ideologische staatsapparaten zelf zijn met andere woorden (door de bourgeoisie) verantwoordelijk voor dit onderscheid. Althusser merkte echter ook op dat het niet uitmaakt waar zo'n ideologisch staatsapparaat zich bevindt, maar dat men moet kijken naar wat de functie is van zo'n ideologisch staatsapparaat, en die reikt veel verder dan de privésfeer. Het derde onderscheid moet ook genuanceerd worden, het lijkt er immers op dat het repressieve staatsapparaat evengoed ideologische elementen gebruikt (bijvoorbeeld propaganda). Althusser stelde echter een oplossing voor:
"[De oplossing] bestaat eruit dat het (Repressieve) Staatsapparaat massaal en voornamelijk gebruikmaakt van repressie, fysieke repressie inbegrepen, en ideologie slechts als secundair middel (Er bestaat niet iets zoals een zuiver repressief apparaat). Op dezelfde manier, maar omgekeerd, ligt het in de essentie van een Ideologisch Staatsapparaat dat het massaal en voornamelijk gebruikmaakt van ideologie, en zich pas secundair beroept op repressie […] (Er is niet zoiets als een zuiver ideologisch staatsapparaat)."
De klassenstrijd bestaat er dus ook in deze ideologische staatsapparaten onder controle te krijgen, iets dat niet meteen verwezenlijkt is door een staatsgreep en dus het bezit van het repressief staatsapparaat. Een voorbeeld van een strijd om de ideologische staatsapparaten zou men kunnen terug vinden in de Culturele Revolutie in China. "Empirische" voorbeelden die Althusser gaf van deze ideologische staatsapparaten zijn o.a. het religieus-ideologisch staatsapparaat, het onderwijs-ideologisch staatsapparaat en het communicatie-ideologisch staatsapparaat (de media, radio, pers, …).
Althusser merkte ook op dat, in tegenstelling tot het Repressieve Staatsapparaat dat door de tijd heen hetzelfde blijft, de Ideologische Staatsapparaten weleens kunnen verschuiven. Zo was voor het kapitalisme de Kerk het dominante ideologische Staatsapparaat. Vandaag de dag daarentegen was volgens Althusser eerder het onderwijs-ideologisch staatsapparaat dominant. Hij stelde dus niet dat het politieke staatsapparaat in de vorm van de parlementaire democratie het dominante staatsapparaat is. Althusser wees er op dat er immers ook andere staatsvormen mogelijk zijn, ondanks het kapitalisme. De scholen daarentegen zijn overal dominant: kinderen moeten vaak verplicht naar school en worden zo dus verplicht onderworpen aan het aanleren van technieken, of zelfs zuivere ideologie in de vorm van ethiek, burgerzin of filosofie.
Reproductie van de productierelaties
Hoe wordt nu, na deze onderscheiden gemaakt te hebben, de reproductie van de productierelaties verwezenlijkt? Althusser stelde dat deze garantie voortkomt uit de politieke en ideologische bovenbouw. "Het wordt verwezenlijkt door het uitoefenen van de Staatsmacht via het Staatsapparaat, enerzijds via het (Repressieve) Staatsapparaat, anderzijds via de Ideologische Staatsapparaten.
Individu en subject
Een laatste punt dat Althusser in dit essay maakte is dat de notie subject een ideologische constructie is. De categorie van "subject" wordt in zekere mate geconstitueerd door de ideologie. Hij betoogde dan ook dat een notie als "ideologisch subject" tautologisch is. en dat de mens "een ideologisch dier van nature [is]." In dit verband werkte hij ook het voorbeeld van het christelijk religieus-ideologisch staatsapparaat uit. Daar stelde hij dat de notie van subject voortkomt uit de idee van God dat we hebben, namelijk van God als noodzakelijk uniek, ander Subject. Door deze idee van God komt de subjectiviteit tot stand: individuen onderwerpen zich aan God en worden zo subjecten. In de confrontatie tussen het Subject en de subjecten erkennen beide elkaar, en erkennen ze daarbij ook zichzelf. In deze zin naderde Althusser de visie van Emmanuel Levinas die ook stelde dat een subject pas in de Ander tot zichzelf kwam. En deze Ander stelde Levinas ook regelmatig gelijk met God. Een groot verschil is wel dat Althusser hier een ideologische praktijk in zag die een illusie van subjectiviteit voortbrengt (hier was het structuralisme voelbaar), terwijl Levinas dit als een fundamenteel ethisch-metafysisch gebeuren zag.

### Althusser en de psychoanalyse
Althusser wilde in zijn werk ook de psychoanalyse van Sigmund Freud, verder uitgewerkt door Jacques Lacan, rehabiliteren. Hij reageerde daarmee tegen vele Franse marxisten die de psychoanalyse gelijkstelden met een "reactionaire ideologie." Deze verwerping van de psychoanalyse kwam volgens Althusser voort uit de revisionistische interpretaties van vele opvolgers van Freud. Dit herleiden van Freuds werk tot biologie, sociologie of psychologie geeft een vals beeld van Freuds psychoanalyse, en het is deze vervorming die de marxisten verwerpen. Deze vervormde Freud was volgens Althusser ook fout, maar is dan ook niet de echte theorie van Freud. De psychoanalyse was volgens Althusser immers een aparte wetenschap, voornamelijk omdat het er alle elementen van heeft: het heeft een praktijk (de therapie), een techniek (de methode van deze therapie) en een ondersteunende theorie. Het is Lacan die eveneens de onherleidbaarheid van de psychoanalyse en haar onderzoeksobject (het onderbewuste) verdedigt.
Het was echter pas Lacans structuralisme, verder bouwend op de wetenschap van de linguïstiek, die de psychoanalyse volgens Althusser als zuivere wetenschap mogelijk maakt. Zo stelt Lacan dat "het discours van het onbewuste gestructureerd als een taal is" en ziet in het onbewuste (zoals in dromen) structuren als de metafoor en metonymie aan het werk. Freud, en verder Lacan, hebben dus volgens Althusser aangetoond dat het subject geen centrum heeft, maar net wordt genconstrueerd door een structuur dat zelf ook geen centrum heeft. Ook bij het werk van Lacan gaf Althusser advies hoe men het best zijn oeuvre leest.

### Vertalingen
- L'avenir dure longtemps en Les faits uit 1992 werden in het Nederlands in één band uitgegeven in 1993 als De toekomst duurt lang - gevolgd door De feiten